# 주머니배
주머니배(영어: blastocyst) 또는 배반포(胚盤胞, 영어: blastodermic vesicle)는 포유류의 발생 초기에 형성되는 구조로, 오디배 다음 단계를 가리킨다. 주머니배의 가장 바깥 층은 영양막으로, 착상 후 태반으로 발달한다. 영양막은 안쪽에는 빈 공간인 주머니배공간(blastocoel)과 장차 배아로 발달하는 내세포집단을 둘러싸고 있다.
인간의 경우, 수정 후 5일 정도가 되면 16세포로 구성되는 오디배 상태에서 중앙에 공동(cavity)가 생기면서 주머니배를 형성하게 된다. 배반포는 0.1-0.2mm정도의 직경을 가지며, 빠르게 난할(cleavage)을 거쳐 200-300개의 세포로 구성된다.
일반적으로 수정 후 5-6일이 되면 배아가 자궁에 도달하게 된다. 이 때, 주머니배는 자궁 내벽으로 함입되어, 주머니배가 자궁에 착상된 후에 주머니배 시기를 포함한 후기 발생이 진행된다.
주머니배의 착상 과정은 투명대(zona pellucida)로부터 빠져나와 자궁 내벽으로 함입된다. 투명대는 배아가 나팔관에 들러붙지 않고 자궁까지 가는데 도움을 주는 역할을 한다. 주머니배는 수정 후 11~12일 쯤에 완전하게 착상이 된다.
주머니배는 체외 수정 기술에서도 이용되며, 수정된 배아를 5일간 배양하여 주머니배 형태를 만든 뒤 자궁에 착상을 시켜준다. 이 방식은 기존의 체외 수정보다 성공률이 높아 더욱 많이 사용되는 기술이다. 또한 주머니배는 배아줄기세포을 얻을 수 있는 원천이 되기도 한다.

## 발생 과정

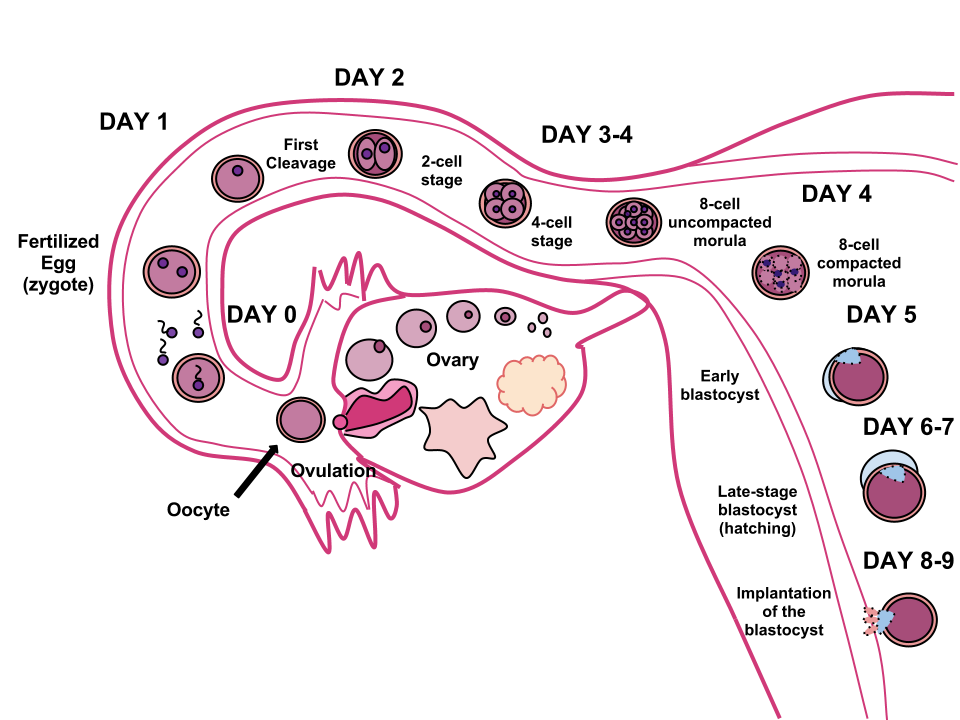
인간의 초기 발생 과정, 배란부터 착상까지의 단계를 모식적으로 보여주고 있다. 주머니배의 형태는 수정 후 5일에서 9일 사이에 나타나게 된다.

인간의 배발생(embryogenesis)동안 난할구는 체세포분열을 계속하여, 16세포기가 되고, 압축이 되어 주머니배를 형성하게 된다. 주머니배 시기는 액채를 채우고 있는 속이 빈 구 형태를 띈다. 대략 수정 후 5-6일이 지나면 주머니배의 할구는 세포의 분화를 통해 포배에서 주머니배의 형태로 변화가 일어난다. 수정 후 6일이 지나면 배아는 자궁 쪽에 위치하게 되며, 주머니배는 투명대에서 빠져나와 자궁 내벽으로 착상하게 된다.
착상은 초기 배발생이 끝나는 지표로 나타난다.

### 배반포 형성
접합자(zygote)는 체세포분열에 의해 발생이 진행이 되며, 16세포기가 되면 오디배의 형태를 띈다. 오디배는 공동현상(cavitation)을 통해 주머니배(blastula)가 된다. 주머니배 시기의 세포는 2가지 종류의 세포로 분화가 일어나게 된다. 주머니배공간(blastocoel)을 둘러싸는 영양막(trophoblast)과 세포 내 집단(inner cell mass)으로 구성이 된다. 세포 내 집단은 동물극(animal pole)이라 불리는 주머니배의 한쪽 측면에 나타나며, 반면에 식물극(vegetal pole)은 이 반대편에 생기게 된다.
압축(compaction)으로 생성된 영양막의 외층은 나트륨 이온을 주머니배 내부로 주입한다. 이로 인해 생긴 삼투압으로 인해 물이 내부로 침투 하게 되고, 주머니배 내부에 액체로 채워진 포배강이 형성된다.

### 주머니배 발달
주머니배의 발달과정을 나누어 보면 초기 중기 후기의 주머니배로 나뉜다.
초기 주머니배 ; 초기 주머니배는 상실배 후반 내부에 공동이 발생하며 시작된다. 배아(embryo)의 둘레는 영양외배엽으로 발생하며, 영양외배엽은 수분, 미네랄, 아미노산과 같은 영양분을 외부로부터 배아 내부 포배강으로 흡수 하여 세포내집단에 도달할 수 있게 한다.
중기 주머니배 ; 중기 주머니배 발생에서는 세포 신호 전달에 의해 두번째 세포 운명이 결정된다. 세포내집단으로부터 FGF4/MAPK 신호전달에 원시 내배엽 유전자의 발현과 배아덩이위판 유전자의 억제를 통해 의해 원시내배엽과 주머니배 위판 세포가 구분된다. 세포 내 집단에서는 Oct 4, Nanog, Sox2, Gata6를 함께 발현한다. 이 후 일부 세포내집단에서 FGF4/MAPK 신호전달을 통해  Nanog와 Sox2 유전자의 발현을 억제하고, Gata6 유전자의 발현을 증진시킴으로  원시내배엽 세포로 유도된다. 이 때 Oct4는 FGF4/MAPK 신호전달과 관계없이 배아덩이위판과 원시내배엽에서 동등하게 발현이 일어난다. 일부 세포내집단에서 발현된 Gata6 유전자는 Nanog와 Sox2유전자의 발현을 억제하고, Sox17과 Gata4유전자의 발현을 증진시킨다. 이 결과 Oct4와 Sox2유전자가 발현되는 세포는 배아덩이위판 세포로 발생이 되며, Oct4와 Sox17 유전자가 발현되는 세포는 원시내배엽 세포로 발생이 된다.
후기 주머니배;  후기 주머니배에서는 배아덩이위판과 원시내배엽 세포이 구분되며 각기 다른 층을 형성하게 된다. 원시내배엽 세포가 배아덩이위판 세포의 밑에 층을 형성한다. 원시내배엽 세포들은 Sox7 유전자가 발현되며 결국 배아덩이아래판(hypoblast) 세포에 도달하게 된다.

### 착상
착상은 초기 배아의 생존과 발달에 매우 중요하다. 착상은 임신기간 유지될 모체와 초기 배아와의 관계를 수립한다.
착상은 주머니배와 자궁 내벽의 구조적 변화를 통해 이루어진다.  주머니배를 둘러싸고 있는 투명대로부터 탈출하며 착상이 시작되는데, 이 과정은 배아가 갖는 크기의 물리적 제약을 제거하며, 주머니배 바깥쪽의 세포를 자궁내부로 노출시킨다.
또한 모체의 호르몬의 변화, 특히 황체 형성 호르몬(LH)의 증가는 자궁 내벽이 주머니배를 받아들여 감쌀 수 있도록 준비하게 한다. 일단 자궁내벽의 세포 외 기질에 결합하면, 영약막 세포는 효소와 다른 물질들은 분비하여 자궁 내벽에 함입된다. 방출된 효소는 자궁 내벽을 분해시키는 반면 인간 융모성 생식선 자극호르몬(hCG) 및 인슐린 유사 성장 인자(IGF)같은 자가 분비 성장인자는 주머니배가 자궁내벽으로 침범하는데 도움을 준다. 자궁벽으로의 착상은 영양막의 태반형성, 세포 내 집단의 분화와 같은 배발달의 다음 과정을 진행하는데 중요한 역할을 한다.

## 구조
주머니배는 세포 내 집단과 난할강의 구조로 구성된다.
2종류의 할구 세포로 구분되는데, 배아배엽(embryoblast)로 알려진 속세포덩이는 위판과 아래판으로 발달한다.
위판의 일부는 임신 중에 배아가 머물게 되는 액체로 채워진 주머니인 양막낭(amniotic sac) 으로 발달하고, 나머지는 낭배 형성을 거쳐 배아의 세 가지 배엽으로 발달한다. 영양막은 주머니배의 바깥층을 구성하는 세포 집단으로 모체의 자궁내막과 결합하여 태반을 형성한다. 또한 영양막 세포는 여러 인자를 분비하여 포배강의 생성을 촉진한다.
세포영양아층(cytotrophoblast)는 영양막의 내부 층으로 융모막융모(chorionic villi)와 태반(placenta), 합포체영양막(syncytiotrophoblast)으로 분화가 일어나는 줄기세포로 구성되어 있다.
합포체영양막은 영양막세포의 가장 바깥 층으로, 단백질 가수 분해 효소를 분비하여 자궁 내막의 세포 외 기질을 분해하여 주머니배가 자궁벽으로 착상할 수 있도록 해준다.
포배강의 안쪽에는 아미노산, 성장 촉진 인자와 그 밖의 세포 분화에 필수적인 분자들을 포함하고 있다.

### 세포 예정화
다양한 방법들을 통해서 주머니배의 세포들은 영양막, 위판, 아래판으로 분화한다.
생쥐에서의 활발한 연구를 통해 주머니배의 발생에 유전자 발현, 세포 간 신호전달, 세포-세포간 접촉과 위치적 상관관계, 그리고 후성유전학적 조절 기전 등이 관여함이 밝혀졌다.
쥐의 주머니배는 수정 후 3일 이내에 위판과 배외구조인 아래판 및 영양외배엽의 3가지 세포로 구분된다. 세 종의 세포는 각각 태아, 난황낭, 태반으로 발달하게 된다. 이 발생은 두 번의 세포 운명 결정(cell fate decision)에 의해 조절된다. 첫 번째 세포 운명 결정은 수정 후 3일 경인 16세포기에 속세포덩이와 영양외배엽이 분리된다. 두 번째 세포 운명 결정은 64세포기 초반에 속세포덩이로부터 위판과 아래판이 발생한다.
주머니배 구조 형성 이후, 속세포덩이와 영양외배엽은 세포 특이적 전사인자에 의해 유지된다. 영양외배엽에서는 주머니배 구조 이후 발현하는 CDX2라는 호메오도메인 조절인자가 2가지 중요한 역할을 한다. CDX2는 Eomes과 같은 영양외배엽 유전자의 발현을 촉진하고, Oct4, Nanog와 같은 세포내집단 발현 유전자를 억제한다. 반면에 속세포덩이에서 속세포덩이 발현 유전자들이 영양외배엽 유전자를 억제하는지는 명확하게 밝혀지지 않았다.
속세포덩이가 위판과 아래판으로 분화하는 과정은 섬유아세포성장인자(fibroblast growth factor) 신호 전달에 의해 MAP 인산화효소 전달경로가 발생 되어 세포 유전자를 변화시킴으로써 부분적으로 결정된다. 이러한 유전적 변화에 의해 주머니배 단계 말기에 낭배 형성 이전에 위판과 아래판의 분리가 완료된다.
영양막은 영양막세포 표면에 인테그린 발현을 증가시켜 자궁벽의 세포외기질과 접촉하게 한다. 이 상호작용이 시발점이 되어 주머니배는 3 배엽층을 형성하여, 낭배기로 진입할 준비를 하게 된다.

## 같이 보기
- 발생생물학